# Flash Gordon (film)
Flash Gordon is een Britse cult-sciencefictionfilm uit 1980 onder regie van Mike Hodges, met in de hoofdrollen Sam J. Jones, Max von Sydow en Melody Anderson.
Het scenario voor de film is gebaseerd op het gelijknamige stripverhaal van Alex Raymond, waarvan de eerste aflevering verscheen op 7 januari 1934. De muziek werd gecomponeerd door de Britse rockgroep Queen.
Flash Gordon flopte in de bioscopen. De film kwam met een omzet van 27,1 miljoen dollar niet eens uit de kosten. Alleen in het Verenigd Koninkrijk was de film succesvol met een omzet van 13 miljoen pond. Hoofdrolspeler Sam J. Jones werd genomineerd voor de Razzie Award voor slechtste acteur. Er waren wel nominaties voor de BAFTA Awards voor beste kostuums, beste originele muziek en beste productieontwerp. De dvd van Flash Gordon werd 28 jaar nadat de film voor het eerst verscheen, genomineerd voor de Saturn Award voor de beste dvd-uitgave van een klassieke film.

## Verhaal
Als de ster van Americanfootballclub New York Jets, "Flash" Gordon, samen met journaliste Dale Arden op weg is met een klein vliegtuig wordt het toestel geraakt door een meteoriet. De piloten worden uit het toestel gezogen en Flash kan met veel moeite een noodlanding maken bij de werkplaats van dr. Hans Zarkov. Deze wetenschapper vertelt Flash en Dale dat de meteoriet afkomstig is van een geheimzinnige kracht in de ruimte die de maan in de richting van de aarde stuurt. Hij heeft een ruimteschip geconstrueerd om die kracht te onderzoeken. Samen met Flash en Dale vertrekt Zarkov in de richting van de krachtbron, die zich ontpopt als de planeet Mongo.
De drie landen op de planeet, worden gevangengenomen en naar de keizer Ming gebracht, de dictator van Mongo. Ming besluit het brein van Zarkov te wissen en Flash te executeren. De dochter van Ming, prinses Aura, is echter verliefd geworden op Flash en redt hem. Samen vluchten ze naar het koninkrijk van prins Barin, de minnaar van Aura. Intussen is ook Dale ontsnapt. Ze is gered door Zarkov wiens brein gewist moest worden door Klytus, het hoofd van de geheime politie. Maar Zarkov kon het proces weerstaan. Als Zarkov en Dale vluchten worden ze gevangengenomen door prins Vultan en zijn Havikmannen. Flash zit ondergedoken op de maan Arboria. Daar daagt de jaloerse Barin hem uit voor een duel. Maar Flash weet te ontsnappen en wordt achtervolgd door Barin. Ook zij worden opgepakt door de Havikmannen. Als Aura weer terugkeert naar het keizerlijk paleis wordt ze gearresteerd door Klytus. Na langdurige martelingen bekent ze en wordt verbannen naar de ijsmaan Friga.
Klytus achtervolgt nu Flash en vindt hem in Luchtstad, het hoofdkwartier van de Havikmannen. Maar Barin en Flash zijn bevriend geraakt en doden Klytus. De Havikmannen zijn zo geschrokken door de dood van een favoriet van Ming dat ze vluchten. Ming komt nu naar Luchtstad en laat de vrienden van Flash naar zijn schip brengen. Hij biedt de aardbewoner een adellijke titel aan, maar Flash weigert. Ming vliegt nu weg en beveelt Luchtstad samen met Flash te vernietigen. Maar Flash weet te ontkomen op een luchtscooter. Als hij hoort dat Ming wil trouwen met Dale smeedt hij samen met de Havikmannen een coup tegen Ming. Als Flash aanvalt, weet prinses Aura Barin en Zarkov te bevrijden. Mings vertrouwelinge, generaal Kala, zet de verdedigingswerken van de stad en het keizerlijk paleis in werking. Maar Barin weet deze net op tijd uit te schakelen en Flash en zijn Havikmannen dringen het paleis binnen. Ming raakt ernstig gewond en hij gebruikt zijn krachtring om Flash te doden. Maar de krachtbron hapert, waarna Ming de ring op zichzelf richt en uiteenvalt in atomen. Een groot overwinningsfeest volgt.

## Rolverdeling
| Acteur                   | Personage          |
| ------------------------ | ------------------ |
| Sam J. Jones             | Flash Gordon       |
| Melody Anderson          | Dale Arden         |
| Max von Sydow            | Keizer Ming        |
| Topol                    | Doctor Hans Zarkov |
| Ornella Muti             | Prinses Aura       |
| Timothy Dalton           | Prins Barin        |
| Brian Blessed            | Prins Vultan       |
| Peter Wyngarde           | Generaal Klytus    |
| Mariangela Melato        | Generaal Kala      |
| Richard O'Brien          | Fico               |
| John Hallam              | Generaal Luro      |
| William Hootkins         | Munson             |
| Leon Greene - kolonel    |                    |
| George Harris Prins Thun |                    |

## Voorgeschiedenis

### Een stripfiguur komt tot leven
Flash Gordon verscheen voor het eerst op 7 januari 1934 als stripverhaal. Het werd getekend en geschreven door Alex Raymond en was bedoeld als concurrentie voor de populaire Buck Rogers-strip. Flash Gordon werd al snel verfilmd in zwart-wit met Buster Crabbe als Flash. Het waren zogenaamde serialfilms. Korte films die eindigden met een cliffhanger en vervolgd werden in de volgende film. Het was niemand minder dan George Lucas die overwoog om de oude SF held uit de mottenballen te halen en zijn avonturen te verfilmen. Lucas kwam erachter dat producent Dino De Laurentiis de rechten op Flash in handen had, waarna hij zich concentreerde op het scenario van een andere ruimteheld, Luke Skywalker. De film die gebaseerd werd op dit scenario en tegenwoordig bekendstaat als Star Wars: Episode IV: A New Hope dankt veel aan de strip Flash Gordon, van de grimmige keizer, de prinses, de verschillende 'manen' als de jungleplaneet en de ijsplaneet, tot aan de duels met zwaarden.

### De juiste regisseur
Het was het succes van Star Wars: Episode IV: A New Hope dat ervoor zorgde dat De Laurentiis besloot om zijn rechten op Flash Gordon te gebruiken en de oude ruimteheld nieuw leven in te blazen. Hij besloot om Federico Fellini voor de regie te vragen. Fellini had tijdens de Tweede Wereldoorlog toen hij werkte voor zijn eigen tekenstudio Funny Face, actief aan de Flash Gordon-strip bijgedragen. Maar Fellini was niet beschikbaar waarop De Laurentiis regisseur Nicolas Roeg benaderde. Roeg, een controversieel regisseur, bekend van cultfilms als Performance en The Man Who Fell to Earth, had wel interesse. Hij kreeg echter al snel ruzie met De Laurentiis. Roeg wilde een klassieke Flash Gordon maken gebaseerd op de oude 'serials', met cliffhangers en melodrama. De hoofdpersoon zag hij als een soort metafysische messias. De Laurentiis had echter meer interesse in een Flash Gordon waaraan hij geld kon verdienen en Roeg kon vertrekken. Niet lang daarna werd Mike Hodges (regisseur van Get Carter) aangetrokken. Toen Hodges later aan De Laurentiis vroeg waarom hij hem had aangenomen, in de hoop dat dit was vanwege zijn eerdere films, zei de producent tegen de verbijsterde regisseur dat hij vond dat Hodges zo'n aardig gezicht had.

## Scenario

### De originele Flash
Het filmscenario is gebaseerd op het stripverhaal uit 1934. Afwijkend van de film was Flash Gordon in de strip een polospeler en afgestudeerd aan Yale. Dale was geen journaliste zoals in de film, maar de vriendin van Flash. Wel werd gehandhaafd dat Flash met zijn vliegtuig neerstort naast het lab van Zarkov. Ook de ruimtereis naar de planeet Mongo komt uit de strip, evenals de strijd tegen keizer Ming die zijn meteoren naar de aarde stuurt. Prinses Aura, prins Barin van Arboria, prins Thun en prins Vultan en zijn havikmensen zijn ook present in Raymonds getekende avonturen. Wat de film niet heeft overgenomen zijn koningin Fria van Frigo (haar maan werd wel gehandhaafd), koningin Desira van Tropica en koning Kala van de haaienmensen. In de film is Kala van geslacht veranderd en gedegradeerd tot generaal. Wat ook is overgebleven in de film is de strijd van Flash tegen Ming, al wordt hij in de strip gesteund door alle zeven koninkrijken.

### Camp
Het scenario van Flash Gordon werd geschreven door Lorenzo Semple jr. en later aangepast door Michael Allin. Semple had halverwege de jaren zestig meegewerkt aan de tv serie Batman. In deze serie werd een stijl gebruikt die camp heette en waarbij gebruik werd gemaakt van kitscherige elementen. Vaak wordt er overdreven geacteerd en geciteerd uit de massacultuur. Semple wilde op die manier aansluiten bij het beeld van de fans van de oorspronkelijke strips en serials. Op de commentaartrack van de dvd zegt regisseur Hodges dat de enige manier om de film te kunnen maken, de campbenadering was. De film had zijn wortels in de jaren dertig en dit betekende dat de fans dit graag terugzagen in de film, de strip serieus verfilmen zoals Roeg wilde zou betekenen dat men een totaal andere Flash Gordon zou opvoeren, niet langer de onbevreesde held uit de jaren dertig.

## Acteurs
Flash Gordon in de film is veel minder een intellectueel met spierballen dan in de strip. Dit was de reden dat 
Kurt Russell die als eerste op het lijstje van De Laurentiis stond, afhaakte. Russell vond het personage te nietszeggend en zonder enige karakterontwikkeling. De Oostenrijkse bodybuilder Arnold Schwarzenegger was de volgende kandidaat voor Flash. Zijn Oostenrijkse accent was echter de reden dat hij niet werd aangenomen. Sam J. Jones was een toevalstreffer. De schoonmoeder van Dino De Laurentiis zag hem optreden in een aflevering van de The Dating Game. Jones kreeg de rol van Flash nadat hij zijn haar had laten bleken. Topol kreeg de rol van dr. Hans Zarkov nadat Dennis Hopper was afgehaakt. Alle acteurs werden vastgelegd voor eventuele vervolgen, maar na de flop van de film in de bioscopen was die dwang van de baan.

## Productie

### Locatie en decors
De film werd opgenomen in de Elstree Studio's in Borehamwood, Hertfordshire en de Shepperton Studio's in Surrey. Buitenopnames werden gemaakt in Schotland en Engeland, op de Airstrip in Breakish (Skye) en Brooklands Industrial Estate in Eybridge, Surrey. Regisseur Mike Hodges liet zich voor de vormgeving van de film inspireren door de strip. Sommige scènes zijn letterlijk gebaseerd op de originele tekeningen. Decorontwerper  Danilo Donati volgde Hodges hierin en creëerde samen met artdirector John Graysmark een kleurrijke wereld die de planeet Mongo moet voorstellen. Technicolor werd gebruikt op de opnamen zo dicht mogelijk bij de oude SF films uit de jaren vijftig te houden.

### Opnamen
De opnames begonnen op 6 augustus 1979 en liepen door tot januari 1980. Mike Hodges werd overvallen door de drukte en de opeenhoping van problemen tijdens de opnamen. Hij was gewend aan een meer rustige set, maar De Laurentiis was gewend aan de Italiaanse manier van filmen met veel drukte, geschreeuw en improvisatie. Hodges moest zoveel improviseren dat hij de film de enige 'improvisatie van 27 miljoen ter wereld' noemde (Interview: "Mike Hodges: “Flash Gordon was a bumpy ride… ”". op Total Sci-fi Online). Een van de problemen werd veroorzaakt door het kostuum van Ming dat acteur Max von Sydow moest dragen. Het woog meer dan 35 kilo en de acteur kon er slechts enkele minuten mee op de set staan. Ook had Hodges moeite met de Italiaanse actrice Ornella Muti die haar eerste Engelstalige rol speelde. Stemmen waren sowieso een probleem, zo moest de stem van acteur Leon Greene opnieuw worden ingesproken door acteur David de Keyser. Het gerucht gaat dat de stem van hoofdrolspeler Sam J. Jones opnieuw werd ingesproken door een onbekend gebleven acteur. De reden hiervoor zou een ruzie geweest zijn tussen Jones en De Laurentiis over de betaling waarna Jones woedend afhaakte voordat de film voltooid was. In een interview ("Mike Hodges: “Flash Gordon was a bumpy ride… ”". op Total Sci-fi Online) zegt Hodges dat slechts een klein deel van de stem van Jones opnieuw werd ingesproken. Hodges filmde namelijk een groot deel van de zogenaamde second unitscènes (waarbij de acteurs niet altijd aanwezig zijn) na de kerstvakantie. Ook de opnames met de stuntmensen werden toen gemaakt. Hierbij was het soms noodzakelijk dat sommige teksten opnieuw werden ingesproken. Hiervoor gebruikte Hodges een andere acteur die de stem van Jones nadeed. Hoewel het maar over een klein deel van de film gaat, was Jones erg boos en verliet de set. Hij weigerde terug te komen.

## Muziek

### Geschiedenis
De film kreeg veel bekendheid dankzij de soundtrack, die werd gecomponeerd en uitgevoerd door de rockgroep Queen in samenwerking met componist Howard Blake die ook verantwoordelijk is voor de orkestraties. Queen was overigens niet de eerste keus. Regisseur Mike Hodges wilde eerst rockgroep Pink Floyd vragen. Op 27 januari 1981 werd de soundtrack uitgebracht als Queens negende studioalbum onder de titel Flash Gordon. Het nummer Flash Theme werd als single uitgebracht.

### Uitvoering
De muziek werd opgenomen door Queen, en geproduceerd door Brian May en Mack. Opvallend was het gebruik van synthesizers. De groep had het gebruik van dit instrument lange tijd vermeden, maar op het voorgaande album The Game had men er voor het eerst gebruik van gemaakt. Queen speelde in de volgende bezetting:
- John Deacon: basgitaar, slaggitaar, synthesizer
- Brian May: sologitaar, achtergrondzang, synthesizer, piano op Flash Theme en The Hero, zang op Flash Theme.
- Freddie Mercury: zang, synthesizer, piano, keyboards
- Roger Taylor: drums, timpani, achtergrondzang, synthesizer

Behalve Flash Theme en The Hero zijn alle nummers instrumentaal. In Flash Theme zijn fragmenten van de dialoog van de film te horen.

### Nummers
De volgende nummers (of delen daarvan) zijn in de film te horen:
- "Flash Theme" (B. May)
- "In the Space Capsule (The Love Theme)"  (R. Taylor)
- "Ming's Theme (In the Court of Ming the Merciless)" (F. Mercury)
- "The Ring (Hypnotic Seduction of Dale)" (F. Mercury)
- "Football Fight" (F. Mercury)
- "In the Death Cell (Love Theme Reprise)"
- "Execution of Flash" (J. Deacon)
- "The Kiss (Aura Resurrects Flash)" (F. Mercury/H. Blake)
- "Arboria (Planet of the Tree Men)" (J. Deacon)
- "Escape from the Swamp" (R. Taylor)
- "Flash to the Rescue" (B. May)
- "Vultan's Theme (Attack of the Hawk Men)" (F. Mercury)
- "Battle Theme" (B. May)
- "The Wedding March" ("Bridal Chorus") (B. May)
- "Marriage of Dale and Ming (And Flash Approaching)" (B. May/R. Taylor)
- "Crash Dive on Mingo City" (B. May)
- "Flash's Theme Reprise (Victory Celebrations)"  (B. May)
- "The Hero" (B. May/H. Blake)

## Vervolg
Ondanks de slechte bezoekersaantallen buiten het Verenigd Koninkrijk werd er toch gedacht aan een vervolg. De bezoekers bleven met name weg in de VS, maar in Europa en met name in Engeland was men enthousiast geweest over de film. Dus wilde Hodges een Flash Gordon deel 2 draaien. Volgens acteur Brian Blessed (op de commentaartrack van de dvd) zou het vervolg spelen op Mars en voortborduren op de serials met Buster Crabbe. Maar Sam Jones was zo beledigd dat Hodges een deel van zijn tekst door een andere acteur had laten inspreken dat hij weigerde terug te komen voor een vervolg. Toen ook De Laurentiis zich terugtrok was het project van de baan.

## Prijzen en nominaties

### Saturn Awards
- Nominatie voor beste sciencefictionfilm,
- Nominatie voor beste kostuums
- Nominatie voor beste bijrolspeler (Max von Sydow)

### Hugo Award
- Beste dramatische presentatie.

### BAFTA Awards
- Nominatie voor beste kostuums
- Nominatie voor beste originele muziek
- Nominatie voor beste productieontwerp

### Golden Raspberry Award
- Nominatie voor Slechtste acteur (Sam J. Jones)